# Ubiquinona
A Ubiquinona (também chamada de Coenzima Q10, Coenzima Q e abreviada como CoQ10, CoQ, Q10 ou Q) é uma benzoquinona presente em praticamente todas as células do organismo que participa dos processos de produção de ATP.
Por ser essencial a esse processo, órgãos com maior demanda energética (como o coração, o cérebro, os rins e o fígado) apresentam maiores concentrações de CoQ10.

## História
A Coenzima Q foi descoberta em 1957 pelo professor Fred L. Crane e seus colegas na University of Wisconsin-Madison. Um ano mais tarde, sua estrutura foi descrita pelo professor Karl Folkers e colegas na Merck.

## Papel Bioquímico

A cadeia trasportadora de elétrons na mitocôndria e a ATPsintase. A CoQ recebe os elétrons dos Complexos I e II e os libera para o Complexo III.

A CoQ é encontrada principalmente em vesículas do aparelho de Golgi, nos lisossomos e na membrana interna das mitocondrias, onde realiza um importante papel na cadeia transportadora de elétrons. A ubiquinona recebe os pares de elétrons do NADH do Complexo I e do FADH2 do Complexo II, sendo reduzida de Q a QH2 (ubiquinol). Posteriormente, a CoQH2 transfere os elétrons para o citocromo c, processo catalisado pelo Complexo III, reoxidando QH2 em Q.

## Biossíntese
Parte da CoQ é sintetizada a partir da tirosina, enquanto outra parte, é sintetizada a partir de Acetil-CoA pela via do mevalonato, mesma via utilizada nos primeiros passos da biossíntese do colesterol. Por apresentar uma parte de sua síntese em comum com essa molécula, alguns medicamentos para a diminuição da pressão e dos níveis de colesterol sanguíneo são responsáveis pela inibição da produção de CoQ10.

## Suplementação
Por sua capacidade de transferir elétrons e, portanto, trabalhar como um antioxidante, a Coenzima Q também é utilizada como suplemento nutricional. A produção de CoQ diminui com a idade, o que aumenta a necessidade de sua suplementação, já que a falta de CoQ10 pode causar danos no cérebro, em outros órgãos e em mitocôndrias do corpo todo.

## Relações Médicas

### Doenças Mitocondriais
A Coenzima Q10 é prescrita como suplemento em casos de tratamento de diversas doenças mitocondriais e metabólicas raras.

### Doenças Neurodegenerativas
Os efeitos da administração de CoQ10 em pacientes com diversas doenças degenerativas vêm sendo estudados, como é o caso das citadas a seguir.

#### Mal de Parkinson
Alguns estudos preliminares começaram a sugerir que, em estágios iniciais da doença, a ingestão diária de determinadas doses de CoQ10 pode ajudar a retardar o processo degenerativo. No final de um dos estudos, em 2002, grupos aos quais eram ministrados 1 200 mg diárias de CoQ apresentavam um declínio na função mental, motora e na capacidade de realizar atividades cotidianas (como se vestir e se alimentar) 44% menor do que o grupo ao qual fora ministrado placebo. Contudo, outros estudos realizados em 2007 e 2008 não apresentaram o mesmo resultado otimista, pois não conseguiram demonstrar praticamente nenhuma diferença entre o grupo "placebo" e aquele tratado com altas doses de CoQ10.

#### Doença de Huntington
Estudos preliminares também sugeriram um retardo na progressão da doença, como nos casos de Parkinson. Contudo, os experimentos ainda estão em andamento.

#### Esclerose Lateral Amiotrófica
Também vem sendo estudados os efeitos da administração de CoQ10 em pacientes com esclerose lateral amiotrófica (ELA), também conhecida como doença de Lou Gehrig e doença de Charcot, embora nenhum resultado definitivo tenha sido alcançado.

#### Ataxia de Friedreich
Uma das características da doença é a redução na atividade de alguns complexos da cadeia transportadora de elétrons e de algumas enzimas da respiração, além do aumento de depósito de ferro. Com isso, a produção de ATP na musculatura esquelética dos afetados pela doença é menor do que o normal. Em estudos, foi administrado doses diárias de CoQ em conjunto com vitamina E, e resultados iniciais comprovaram uma melhora no déficit de respiração mitocondrial nas musculaturas analisadas (cardíaca e esquelética). Isso também parece ter levada a um retardo na progressão da doença.

### Problemas Cardíacos

#### Infarto Agudo do Miocárdio
A utilização de CoQ10 como suplemento para pacientes que sofreram um ataque cardíaco mostrou uma diminuição dos casos de outros problemas relacionados, angina, arritmia e até mesmo de outros infartos subsequentes comparando-se com pacientes que tomaram placebo em vez de CoQ10 após sofrerem o ataque.

#### Cardiomiopatia
Alguns estudos já feitos indicaram a melhora da função cardíaca de mais de 80% dos voluntários analisados com diversos tipos diferentes de cardiomiopatias ao serem tratados com CoQ10 além dos cuidados médicos usuais. Contudo, com o fim do tratamento, os pacientes sofreram a deterioração das funções cardíacas comuns ao problema.

#### Hipertensão
O suplemento CoQ10 pode se mostrar promissor no tratamento da hipertensão, mas ainda não há evidências fortes de que funcione. Em alguns estudos já realizados, a administração da coenzima CoQ10 conseguiu melhorar a condição de alguns voluntários em comparação aos que tomaram apenas placebo.

### Outros Problemas
O suplemento CoQ10 também já foi sugerido para o tratamento de outras doenças, como diabetes, câncer, angina, obesidade, distrofia muscular, etc. Contudo, não há evidência suficientemente forte de que o tratamento traga benefícios.
Há evidências que a CoQ10 pode contribuir com o tratamento da fibromialgia (dor crônica).